# Gateway of Dreams
Il Gateway of Dreams (in italiano "Porta dei Sogni") è un monumento di Raymond Kaskey situato ad Atlanta, in Georgia, negli Stati Uniti d'America. Situata nel Centennial Olympic Park, la scultura commemora Pierre de Coubertin, il padre dei moderni Giochi olimpici, e fu inaugurata nel 1996 in occasione dei Giochi della XXVI Olimpiade.

## Storia
Nel 1996, Atlanta ha ospitato i Giochi Olimpici del Centenario, a distanza di 100 anni dai Giochi della I Olimpiade. Al centro della città statunitense venne creato il Centennial Olympic Park per commemorare i Giochi olimpici e, secondo il Georgia Trend, questo parco è "il fulcro dell'eredità delle Olimpiadi" in città. In quello stesso anno, in cui il Centennial Olympic Park fu aperto al pubblico, venne eretto un monumento in onore di Pierre de Coubertin, nobile francese che si adoperò per far rinascere i Giochi olimpici.
La scultura, progettata da Raymond Kaskey, presenta una piramide a gradoni e le colonne di Boaz e Yakin oltre alla statua di de Coubertin. Il monumento è uno dei tanti nell'area che commemorano i Giochi olimpici, come il The Flair vicino all'ex Georgia Dome. Nel giugno 2020, durante le proteste per l'omicidio di George Floyd, la statua del nobile francese è stata vandalizzata con della vernice bianca.